# Lechytia trinitatis
Espèce
Lechytia trinitatis est une espèce de pseudoscorpions de la famille des Lechytiidae.

## Distribution
Cette espèce est endémique des Antilles. Elle se rencontre à Trinité-et-Tobago et en République dominicaine.

## Étymologie
Son nom d'espèce lui a été donné en référence au lieu de sa découverte, la Trinité.

## Publication originale
- Beier, 1970 : Trogloxene Pseudoscorpione aus Sudamerika. Anales de la Escuela Nacional de Ciencias Biologicas, México, vol. 17, p. 51-54.